# Gion Antoni Bühler

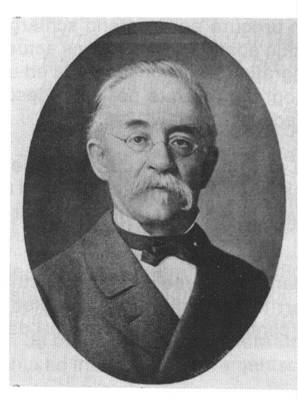
Gion Antoni Bühler

Gion Antoni Bühler (* 10. oder 20. Oktober 1825 in Domat; † 24. Dezember 1897 ebenda) war ein Schweizer Redaktor, Schriftsteller und Lehrer.
Er versuchte ab 1864 mit dem Romontsch fusionau eine bündnerromanische Einheitssprache zu schaffen, allerdings ohne Erfolg.

## Leben und Wirken

### Name
Gion Antoni Bühler kam eigentlich als Gion Antoni Bieler zur Welt. Erst später nahm er die deutsche Form des Nachnamens an. Gion Antoni Bühler firmierte ausserdem auch als Johan Antoni Bühler oder Joann Anton Bühler.

### Biografisches
Gion Antoni Bühler kam, je nach Quelle, am 10. oder 20. Oktober 1825 in Domat zur Welt. Sein Vater Christian Balzer Bieler war Rätoromane und arbeitete als Lehrer.
Gion Antoni Bühler absolvierte von 1842 bis 1845 das Lehrerseminar in Chur und war danach Lehrer in verschiedenen Schulen der Surselva. Von 1859 an unterrichtete er Musik, Gesang, Romanisch, Deutsch, Methodik, Zeichnen und Schönschrift an der Kantonsschule in Chur.
Gion Antoni Bühler spielte mehrere Musikinstrumente und gab neben der Schule Einzelunterricht auf den verschiedensten Instrumenten. Er war Gründer und Dirigent diverser Chöre, zum Beispiel der Uniun da cant romontsch und der Musica d’harmonia in Chur.
Gion Antoni Bühler war mit Maria Catrina Schwarz aus dem deutschsprachigen Dorf Obersaxen verheiratet. Sie hatten acht Kinder. Bühler starb 1897 in Domat. Den Nekrolog hielt Giacun Hasper Muoth, auch er ein Dichter und Kämpfer für das Bündnerromanische.

### Journalismus und Schriftstellerei
Von 1856 bis 1865 war Gion Antoni Bühler Mitredaktor der liberalen, sursilvanischen Zeitung Il Grischun, zudem Herausgeber der Zeitschrift Il Novellist, die von 1867 bis 1868 erschien.
Bühlers erste Phase literarischen Schaffens war von 1857 bis 1867, in dieser Zeit schrieb er Sursilvan. Seine zweite Phase war von 1867 bis zu seinem Tod, hier verwendete er die von ihm entwickelte Einheitssprache Romontsch fusionau.
Gion Antoni Bühler schrieb zahlreiche Gedichte und Novellen, so zum Beispiel Dieus protegia ils ses (deutsch Gott schützt die Seinen), eine Geschichte über die Schwabenkinder, Igl Indian grischun (deutsch Der Bündner Indianer), eine Kurznovelle über die Emigration nach Amerika oder Il calger da Sent (deutsch Der Schuhmacher von Sent). 1865 übersetzte er das Schauspiel Wilhelm Tell von Friedrich Schiller.

### Sprachpflege
Gion Antoni Bühler war Herausgeber von Liederbüchern für Lehrer, für gemischte Chöre sowie für Männerchöre, zum Teil unter Einschluss eigener Kompositionen.
Gion Antoni Bühler war Mitbegründer der «Societad Raeto-romana». Nach zwei Gründungsansätzen von 1863 («Societad Rhaetoromana») und 1870 wurde diese zwar 1880 wieder aufgegeben, war jedoch inhaltlich die Vorläuferin der kurz darauf gegründeten Societad Retorumantscha, kurz SRR (deutsch Rätoromanische Gesellschaft). Der SRR stand er ab 1885 als erster Präsident vor. Seine Tätigkeit wirkt bis heute nach in der Sammlung und Bewahrung des romanischen Schrifttums, der Sprachpflege und der Wissenschaft (Reihe «Romanica Raetica»).
Gion Antoni Bühler schrieb 1861 zunächst die Curta instrucziun per emprender il Lungatg Tudestg en Scolas ruralas Romonschas (deutsch Kurze Anweisung zum Erlernen der deutschen Sprache in den ländlichen romanischen Schulen), 1864 dann die Grammatica elementara dil lungatg Rhäto-romontsch per diever dils scolars en classas superiuras dellas Scolas ruralas Romontschas (deutsch Grundgrammatik der rätoromanischen Sprache zur Verwendung durch Oberstufenlehrer der ländlichen romanischen Schulen).

### Romontsch fusionau
Obschon das erste bündnerromanische Wörterbuch erst um 1857 (Zaccaria Pallioppi, Putèr) erschien, gab es bereits 1776 (Joseph Planta) und 1824 (Placidus a Spescha) Ideen dazu, über dem bündnerromanischen Dialektkontinuum eine Standardsprache zu errichten. Allerdings waren diese Ideen noch wenig ausgegoren.
Gion Antoni Bühler, der entsprechend seinem Heimatort einen sutsilvanischen Dialekt sprach und Sursilvan schrieb, beabsichtigte, eine Schriftsprache zu schaffen, die aus Elementen der verschiedenen bündnerromanischen Dialekte bestand. Nebst dem Oberengadiner Wörterbuch von Zaccaria Palliopi stand Gion Antoni Bühler noch die sursilvanische Orthographie-Norm von Baseli Carigiet von 1858 zur Verfügung, doch eine schriftliche Norm anderer Dialekte, die heute in den Idiomen Sutsilvan, Surmiran und Vallader zusammengefasst sind, gab es damals noch nicht. Zudem bezog sich die Orthographie-Norm von Baseli Carigiet nur auf die katholische Variante des Sursilvan, nicht aber die protestantische.
Bühlers Bemühungen um eine romanische Einheitssprache wurden vom Kanton Graubünden unterstützt, zumal eine solche den Druck von Schulbüchern vereinfacht hätte. In den katholischen Kreisen der Surselva erhob sich jedoch sofort erbitterter Widerstand gegen das Projekt, ebenso im Oberengadin, jedoch weniger energisch.
Gion Antoni Bühler nannte die Kunstsprache «Romontsch fusionau» (deutsch Vereinigtes Romanisch). Seine Maximen bei der Bildung des Wortschatzes und der Gestaltung der Grammatik lauteten:
1. Berücksichtigung der lateinischen Etymologie.
2. Nutzung von Analogien zu anderen romanischen Sprachen.
3. Berücksichtigung von Gebrauch und Wohlklang.

Bühler führte zahlreiche neue Grapheme ein, damit eine präzise Darstellung des Romontsch fusionau möglich wurde, so zum Beispiel den Buchstaben ç für die Phonemkombination /t͡ʃ/.
Zu Beginn stand Romontsch fusionau dem Surselvischen nahe. Nach der Orthografiekonferenz vom März 1867 in Reichenau nahm der Engadiner Einfluss immer mehr zu. Seit der Publikation seiner Rimas im Jahr 1875 verwendete Gion Antoni Bühler auch die beiden sonst nur im Engadin verwendeten Umlaute ö und ü. Die Nutzung dieser beiden Umlaute steht in engem Zusammenhang mit der ersten Bühlerschen Maxime der lateinischen Etymologie: Die nicht-ladinischen Entrundungen wie pievel (deutsch Volk) oder pli (deutsch mehr) standen den lateinischen Ursprüngen POPULUS und PLUS weniger nah als die ladinischen Entsprechungen pövel und plü. Politisch verlor Romontsch fusionau damit die letzten getreuen Sursilvaner, ohne dass es ihr auf der anderen Seite gelungen wäre, damit die Engadiner ins Boot zu holen.
Gion Antoni Bühler entwickelte Romontsch fusionau über etwa drei Jahrzehnte hinweg. Somit kann von einer in sich geschlossenen Sprache nicht die Rede sein, was es wiederum Bühlers Zeitgenossen schwierig machte, die Kunstsprache zu übernehmen. Auch standen die ständigen Änderungen der Verbreitung seiner schriftstellerischen Werke im Weg, ja manche seiner Werke wurden später sogar aus dem Romontsch fusionau ins Sursilvanische übersetzt, damit die Lesbarkeit in einem grösseren Kreis gewährleistet war.
Letztlich blieb Gion Antoni Bühler der einzige, der in Romontsch fusionau schrieb. Sein Propagandamittel war der Novellist – im Untertitel in fegl periodic per las familias romonschas (deutsch ein regelmässiges Blatt für die romanischen Familien) – der jedoch aus Kostengründen nach bloss zwei Jahren und circa 50 Ausgaben wieder eingestellt werden musste. In seinem Unterricht am Lehrerseminar vermittelte Bühler zwar engagiert die Prinzipien des Romontsch fusionau, unterliess es jedoch, die jungen Lehrer des Kantons die neue Sprache auch zu lehren, so dass diese es weiter verbreitet hätten. So starb Romontsch fusionau mit Bühlers Tode im Jahr 1897. Politisch war Romontsch fusionau bereits mit dem Sieg der Konservativen im Jahre 1877 an der Landsgemeinde in Disentis vom Tisch, denn die liberaleren Kräfte der Surselva wären die einzigen gewesen, die Romontsch fusionau kantonsweit hätten zum Durchbruch verhelfen können.